# St. Mauritius (Neuroda)

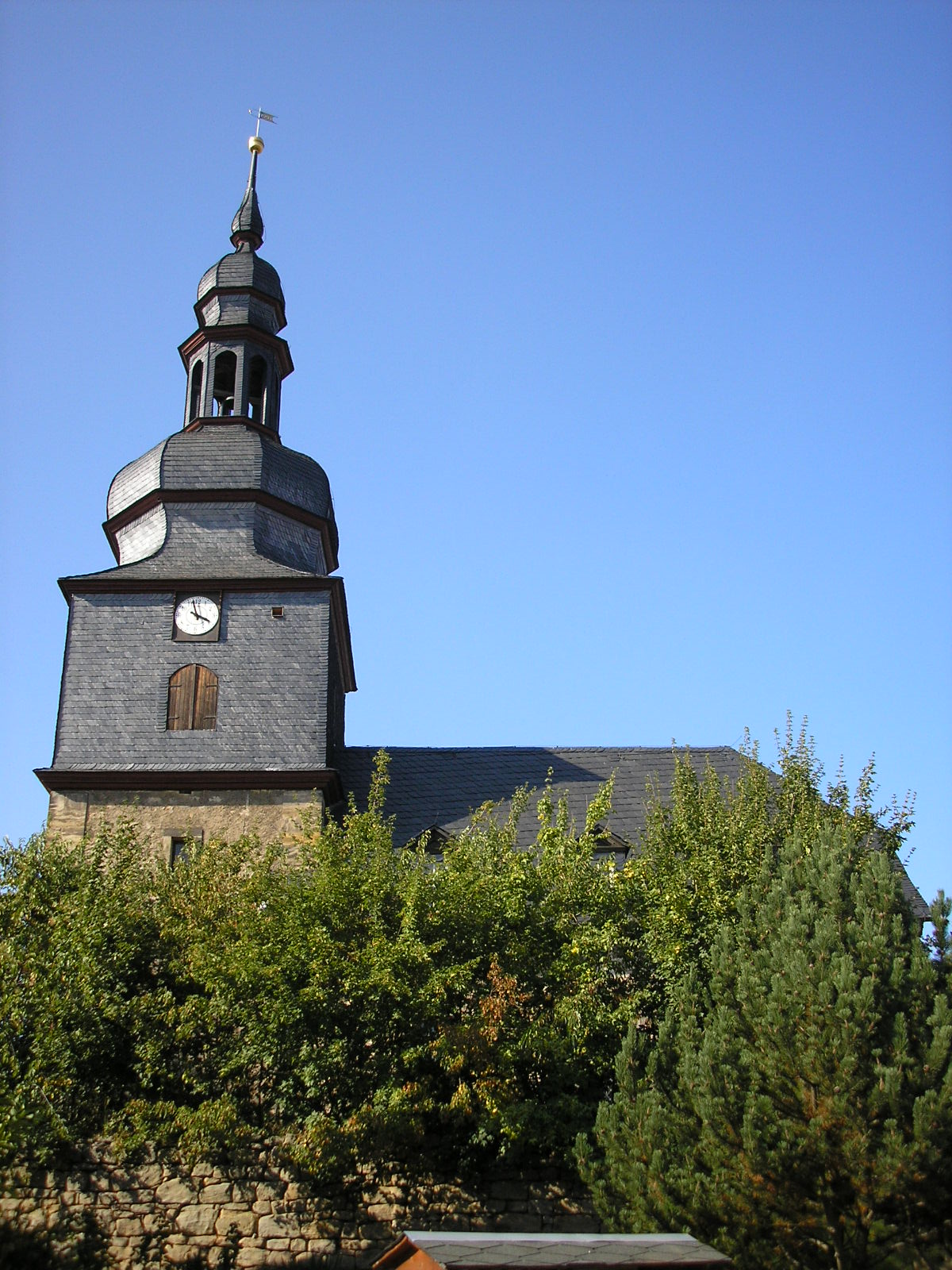
Kirche Neuroda

Die evangelische Dorfkirche St. Mauritius ist eine im Kern mittelalterliche Saalkirche im Ortsteil Neuroda der Stadt Arnstadt im Ilm-Kreis in Thüringen. Sie gehört zur Kirchengemeinde Marlishausen im Kirchenkreis Arnstadt-Ilmenau der Evangelischen Kirche in Mitteldeutschland.

## Geschichte und Architektur
Die Kirche Neuroda wurde im späten 12. oder frühen 13. Jahrhundert erbaut; die Umfassungsmauern des Langhauses wurden vermutlich im 14. Jahrhundert erhöht. Bei einer Umgestaltung des Innenraums in den Jahren 1720/21–1723/24 wurde unter anderem die romanische Apsiskalotte entfernt sowie der Triumphbogen und die Apsis erhöht. Nach einem Brand im Jahr 1738 wurde die Kirche in den Jahren 1739–1740 durch Johann Erhard Straßburger ausgebaut, wobei auch der Turm erbaut wurde. In den Jahren 1829 und 1969 fanden Instandsetzungen des Inneren statt.
Das Langhaus ist mit einem Satteldach gedeckt, das mit je drei stehenden Dachfenstern nach Süden und nach Norden sowie mit einem Krüppelwalm nach Osten versehen ist. Die Süd- und die Nordseite sind mit Fenstern in einer regelmäßigen Anordnung versehen. Im Osten ist die eingezogene und leicht gestelzte Apsis, im Westen der Turm mit quadratischem Grundriss mit verschiefertem viereckigen Aufsatz, Haube und Laterne angeordnet.
Im Innern wird das Bauwerk von einem doppelt gebrochenen Tonnengewölbe überspannt, in der als Sakristei dienenden Apsis ist eine flache Holzdecke eingezogen. An drei Seiten sind zweigeschossige Emporen eingebaut.

## Ausstattung
Der Kanzelaltar im Triumphbogen wurde um 1750 geschaffen. Die Orgel ist ein Werk von Johann Georg Schröter aus dem Jahr 1742 mit 20 Registern auf zwei Manualen und Pedal.